# Stéphane Roncada
Stéphane Roncada   (Droma, 16 de març de 1979) és un antic pilot de motocròs i actual fotògraf professional occità. Va competir als Campionats AMA entre el 1997 i el 2004 i en va guanyar un títol de supercross, concretament el de 125cc de la Regió Est del 2000. Abans de traslladar-se a Amèrica, Roncada havia competit dues temporades al Campionat del Món de motocròs en la cilindrada de 125cc.

## Trajectòria esportiva
Stéphane Roncada va guanyar el Campionat de França de motocròs en categoria Júnior 125cc el 1994. La temporada de 1995 va debutar al campionat del món en la categoria de 125cc i l'any següent hi va acabar en vuitè lloc final. A partir del 1997 va passar a competir als Estats Units, inicialment en la categoria de 125cc per a Honda. El 2000 va obtenir el seu principal èxit en guanyar el Campionat AMA de supercross de 125cc de la Regió Est amb Yamaha.

## Palmarès
Títols per any
| Any  | Equip  | Campionat           | Classe       |
| ---- | ------ | ------------------- | ------------ |
| 1994 | Honda  | Campionat de França | Júnior 125   |
|      |        |                     |              |
| 2000 | Yamaha | AMA Supercross      | 125cc (East) |